# Championnats de France de patinage artistique 1979
Navigation
Championnats de France 1978 Championnats de France 1980
Les championnats de France de patinage artistique 1979 ont eu lieu à la patinoire municipale de Tours pour 3 épreuves : simple messieurs, simple dames et couple artistique. 
La patinoire de Belfort a accueilli l'épreuve de danse sur glace.

## Podiums
| Épreuves                            | Or                             | Argent                             | Bronze                                |
| Messieurs résultats détaillés       | Jean-Christophe Simond         | Michel Lotz                        | Patrice Macrez                        |
| Dames résultats détaillés           | Anne-Sophie de Kristoffy       | Cécile Antonelli                   | Véronique Lamarque                    |
| Couples résultats détaillés         | Sabine Fuchs / Xavier Videau   | Catherine Brunet / Philippe Brunet | -                                     |
| Danse sur glace résultats détaillés | Martine Olivier / Yves Tarayre | Nathalie Hervé / Pierre Béchu      | Isabelle Couquart / Philippe Boissier |

## Détails des compétitions
(Détails des compétitions encore à compléter)

### Messieurs
| Rang | Nom                    |
| ---- | ---------------------- |
| 1    | Jean-Christophe Simond |
| 2    | Michel Lotz            |
| 3    | Patrice Macrez         |
| ...  |                        |

### Dames
| Rang | Nom                      |
| ---- | ------------------------ |
| 1    | Anne-Sophie de Kristoffy |
| 2    | Cécile Antonelli         |
| 3    | Véronique Lamarque       |
| ...  |                          |

### Couples
| Rang | Nom                                |
| ---- | ---------------------------------- |
| 1    | Sabine Fuchs / Xavier Videau       |
| 2    | Catherine Brunet / Philippe Brunet |

### Danse sur glace
| Rang | Nom                                   |
| ---- | ------------------------------------- |
| 1    | Martine Olivier / Yves Tarayre        |
| 2    | Nathalie Hervé / Pierre Béchu         |
| 3    | Isabelle Couquart / Philippe Boissier |
| ...  |                                       |

## Sources
- Le livre d'or du patinage d'Alain Billouin, édition Solar, 1999